# Frank Holl (Historiker)

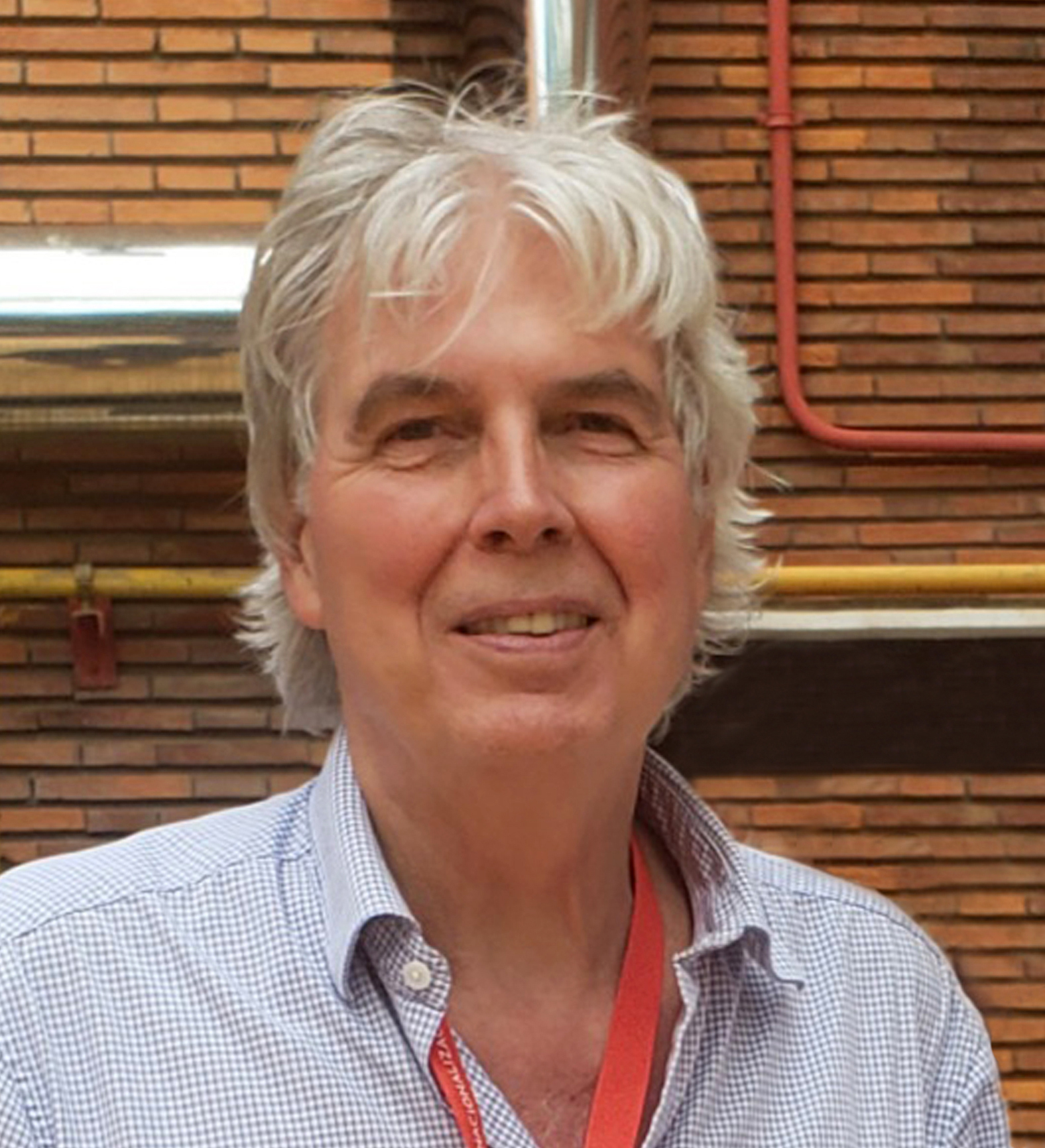
Frank Holl anlässlich einer Konferenz über Alexander von Humboldt am 3. Juli 2023 in León

Frank Holl (* 20. August 1956 in Heidelberg) ist ein deutscher Literaturwissenschaftler und Historiker.

## Leben
Frank Holl promovierte 1993 an der Ludwig-Maximilians-Universität München mit einer Arbeit über den Physiker Max Born und dessen Verleger Ferdinand Springer. In Deutschland und dem spanischsprachigen Raum wurde er vor allem durch seine Publikationen und Ausstellungen zu Alexander von Humboldt bekannt. Zwischen 1994 und 2009 konzipierte und organisierte er elf Ausstellungen zu Humboldt in acht Ländern (Mexiko, Kuba, Venezuela, Kolumbien, Ecuador, Peru, Spanien und Deutschland). Von 2008 bis 2018 leitete er die Münchner Wissenschaftstage. Mit seinen Arbeiten engagiert er sich in erster Linie dafür, einem breiten Publikum wissenschaftliche Erkenntnisse auf allgemeinverständliche Weise zu vermitteln.

## Publikationen
Bücher (Auswahl)
- Produktion und Distribution wissenschaftlicher Literatur. Der Physiker Max Born und sein Verleger Ferdinand Springer 1913–1970. Buchhändler-Vereinigung, Frankfurt am Main 1996, ISBN 3-7657-1962-5 (auch in: Archiv für Geschichte des Buchwesens. Bd. 45, 1996; Dissertation, Universität München, 1996).
- (Hrsg.) Alejandro de Humboldt en Cuba. Katalog zur Ausstellung in der Casa Alejandro de Humboldt in Havanna. Wissner, Augsburg 1997, ISBN 3-89639-077-5.
- (Hrsg.) Alexander von Humboldt. Netzwerke des Wissens. Begleitbuch zur Ausstellung im Haus der Kulturen der Welt Berlin und in der Kunst- und Ausstellungshalle der Bundesrepublik Deutschland Bonn. Hatje Cantz, Ostfildern 1999, ISBN 3-7757-0809-X.
- El Mundo de Alexander von Humboldt. Antología de Textos. Texte von Frank Holl und Joaquín Fernández. Lunwerg Editores, Barcelona und Madrid 2002, ISBN 84-7782-899-7.
- (Hrsg.) Alejandro de Humboldt – una nueva visión del mundo. Katalog zur Ausstellung im Museo Nacional de Ciencias Naturales, Madrid. Lunwerg Editores, Barcelona/Madrid 2005, ISBN 84-9785-243-5.
- Alexander von Humboldt: Mein vielbewegtes Leben. Der Forscher über sich und seine Werke. Ausgewählt und mit biographischen Zwischenstücken versehen von Frank Holl. Eichborn, Frankfurt/Berlin 2009, ISBN 978-3-8218-5847-0.
- (Hrsg.) Alexander von Humboldt: Es ist ein Treiben in mir. Entdeckungen und Einsichten. dtv, München 2009, ISBN 978-3-423-13739-3.
- (Hrsg.) Gewürze – sinnlicher Genuss, lebendige Geschichte. Begleitbuch zur Ausstellung im Ausstellungszentrum Lokschuppen Rosenheim, Veranstaltungs- und Kongress GmbH, Rosenheim 2010, ISBN 978-3-00-030589-4.
- (mit Eberhard Schulz-Lüpertz) Ich habe so große Pläne dort geschmiedet… Alexander von Humboldt in Franken (= Fränkische Geschichte Bd. 18). Schrenk, Gunzenhausen 2012, ISBN 978-3-924270-74-2.
- Alexander von Humboldt: Mein vielbewegtes Leben. Ein biographisches Porträt präsentiert von Frank Holl (= Foliobände der Anderen Bibliothek Bd. 19). Die Andere Bibliothek, Berlin 2017, ISBN 978-3-8477-0019-7.

Aufsätze online (Auswahl)
- Humboldt y el Colonialismo, in HiN – Alexander von Humboldt im Netz, III, 4 (2002)
- Alexander von Humboldt – „Geschichtsschreiber der Kolonien“, 2004 (PDF-Datei; 214 kB im Goethezeitportal)
- „Die zweitgrößte Beleidigung des Menschen sei die Sklaverei ...“ Daniel Kehlmanns neu erfundener Alexander von Humboldt, in HiN – Alexander von Humboldt im Netz, XIII, 25 (2012)
- „Zur Freiheit bestimmt“ – Alexander von Humboldts Blick auf die Kulturen der Welt, in HiN – Alexander von Humboldt im Netz, XV, 29 (2014)
- Alexander von Humboldt und der Klimawandel: Mythen und Fakten, in HiN – Alexander von Humboldt im Netz, XIX, 37 (2018)
- Vergesst Aimé Bonpland nicht! Eine Würdigung, 2022 (PDF-Datei; 778 kB im Goethezeitportal)

Sammelbände online
- Humboldt und Hispanoamerika. Vergangenheit, Gegenwart und Zukunft. / Humboldt e Hispano-América. Pasado, Presente y Futuro. (Band 1, HiN – Alexander von Humboldt im Netz. Hrsg. zus. mit Ottmar Ette und Eberhard Knobloch, 2009), ISSN 1617-5239.[2]
- Humboldt und Hispanoamerika. Vergangenheit, Gegenwart und Zukunft. / Humboldt e Hispano-América. Pasado, Presente y Futuro. (Band 2, HiN – Alexander von Humboldt im Netz. Hrsg. zus. mit Ottmar Ette und Eberhard Knobloch, 2010), ISSN 1617-5239.[3]

Interviews online (Auswahl)
- Vorstoß am Orinoco - Humboldts Entdeckungen in Südamerika – ZDF, Erstsendung 16. September 2007
- Der Humboldt-Experte Frank Holl im NZ-Interview. Heute vor 150 Jahren starb Alexander von Humboldt – Nürnberger Zeitung, 6. Mai 2009
- Frank Holl zur Geschichte des Gewürzhandels – Planet Wissen, WDR Fernsehen, Erstsendung 23. September 2011
- Raus aus dem Elfenbeinturm – Wie kommt die Wissenschaft zu den Bürgern? – ARD-alpha, Erstsendung 11. November 2015

## Ausstellungen (Auswahl)
- Alexander von Humboldt – Netzwerke des Wissens, 6. Juni bis 15. August 1999. Ort: Haus der Kulturen der Welt, Berlin. In Kooperation mit der Kunst- und Ausstellungshalle der Bundesrepublik Deutschland, Bonn und dem Goethe-Institut, in Zusammenarbeit mit der Stiftung Stadtmuseum Berlin, dem Deutschen Museum, München, dem Naturkundemuseum der Humboldt-Universität Berlin unter Mitwirkung der Berliner Festspiele/Das Neue Berlin und der Alexander-von-Humboldt-Stiftung. Schirmherrschaft: Bundespräsident Roman Herzog.[4]
- Alexander von Humboldt – Netzwerke des Wissens, 15. September 1999 bis 9. Januar 2000. Ort: Kunst- und Ausstellungshalle der Bundesrepublik Deutschland, Bonn. In Kooperation mit dem Haus der Kulturen der Welt, Berlin und dem Goethe-Institut, in Zusammenarbeit mit der Stiftung Stadtmuseum Berlin, dem Deutschen Museum, München, dem Naturkundemuseum der Humboldt-Universität Berlin unter Mitwirkung der Berliner Festspiele/Das Neue Berlin und der Alexander-von-Humboldt-Stiftung. Schirmherrschaft: Bundespräsident Roman Herzog.[5]
- Alexander von Humboldt – El Regreso, 23. März bis 27. Mai 2001. Ort: Museo Nacional de Colombia, Bogotá, Kolumbien. In Zusammenarbeit mit dem Auswärtigen Amt, der Deutschen Botschaft in Bogotá, dem Goethe-Institut Bogotá und der Kunst- und Ausstellungshalle der Bundesrepublik Deutschland.[6]
- Alejandro de Humboldt – una nueva visión del mundo, 25. September 2003 bis 25. Januar 2004, Antiguo Colegio de San Ildefonso, Mexiko-Stadt. In Zusammenarbeit mit der Deutschen Botschaft in Mexiko, dem Auswärtigen Amt, der Französischen Botschaft in Mexiko und dem Institut für Auslandsbeziehungen, Stuttgart. Schirmherrschaft: Bundespräsident Johannes Rau und Vicente Fox, Staatspräsident von Mexiko.[7]
- Alejandro de Humboldt – una nueva visión del mundo, 4. Oktober 2005 bis 8. Januar 2006. Ort: Museo Nacional de Ciencias Naturales (CSIC), Madrid. In Zusammenarbeit mit der Deutschen Botschaft in Madrid, dem Auswärtigen Amt, dem Institut für Auslandsbeziehungen, Stuttgart und dem Deutschen Museum in München. Schirmherrschaft: Bundespräsident Horst Köhler und Juan Carlos I., König von Spanien.[8]
- Gewürze – sinnlicher Genuss, lebendige Geschichte 25. März bis 10. Oktober 2010. Ort: Ausstellungszentrum Lokschuppen Rosenheim. In Zusammenarbeit mit dem Staatlichen Museum für Völkerkunde München, dem Deutschen Apothekenmuseum Heidelberg, dem Internationalen Maritimen Museum Hamburg und dem Landesmuseum für Natur und Mensch Oldenburg.[9]

## Organisation wissenschaftlicher Veranstaltungen (Auswahl)
- Münchner Wissenschaftstage, jährlich, von 2008 bis 2018
- Internationale Humboldt-Woche in Washington „Alexander von Humboldt – Remapping Global Perspectives“ in Kooperation mit der Deutschen Botschaft, der Library of Congress, der Smithsonian Associates, dem Goethe-Institut und dem German Historical Institute, 2. bis 7. Mai 2009[10]
- Internationales Symposium „Alexander von Humboldt und Hispano-Amerika – Vergangenheit, Gegenwart und Zukunft“ in der Berlin-Brandenburgischen Akademie der Wissenschaften mit Förderung durch die DFG, die Gerda Henkel Stiftung und die Alexander-von-Humboldt-Stiftung, 7. bis 10. Juni 2009[11][12]

## Auszeichnungen
- 1994 Auszeichnung der Arbeit über Max Born und Ferdinand Springer (s. o.) mit dem Preis der Georg-Agricola-Gesellschaft für Naturwissenschafts- und Technikgeschichte[13]
- 2003 Auszeichnung für El Mundo de Alexander von Humboldt als eines der best-edierten Bücher Spaniens des Jahres 2002 in der Kategorie „Wissenschaft und Technik“, zusammen mit Joaquín Fernández, verliehen vom spanischen Ministerium für Bildung, Kultur und Sport[14]
- 2009 Auszeichnung für Alexander von Humboldt – Mein vielbewegtes Leben als Historisches Buch des Jahres 2009 in der Kategorie „Autobiographisches“ durch die Zeitschrift Damals[15]
- 2009 Aufnahme des Buches Alexander von Humboldt – Mein vielbewegtes Leben in die Bestenliste der Kritiker der Süddeutschen Zeitung als Buch-Tipp der SZ-Kritiker 2009, Süddeutsche Zeitung, 5. und 6. Dezember 2009
- 2018 Werner und Inge Grüter-Preis für Wissenschaftsvermittlung